# 통일전망대로
통일전망대로(Tongiljeonmangdae-ro)는 강원특별자치도 고성군 현내면 제진리에서 명호리까지 이어주는 고성군도로, 총 연장은 4.577 km이다. 도로의 명칭이 유래된 것은 통일전망대로 가는 길이라는 지역적 특성으로 명명하였으며, 국도 제7호선의 일부를 이루고 있다.

## 역사
- 2009년 11월 30일 : 도로명으로 통일전망대로를 고시

## 주요 경유지
- 고성군
  - 현내면 (제진리 - 사천리 - 송현리 - 명호리)

## 접촉하는 도로
- 동해대로 (국도 제7호선, )

## 주요 건물 및 시설
- DMZ박물관 (통일전망대로 369/송현리 212)
- 6.25전쟁체험전시관 (통일전망대로 453/명호리 88-8)
- 통일전망대 (통일전망대로 455/명호리 88-1, 통일전망대로 457/명호리 2-23)

## 특이 사항
전 구간에 걸쳐 고성군 현내면을 통과하며, 동해대로 옆에 놓인 도로이기도 하다.

## 같이 보기
- 통일전망대